# Lophodermium indianum
Lophodermium indianum är en svampart som beskrevs av Suj. Singh & Minter 1981. Lophodermium indianum ingår i släktet Lophodermium och familjen Rhytismataceae.   Inga underarter finns listade i Catalogue of Life.